# بريان ليتل (لاعب هوكي جليد)
بريان ليتل هو لاعب هوكي جليد كندي، ولد في 12 نوفمبر 1987 في إدمونتون في كندا.

## وصلات خارجية
- بريان ليتل على موقع دوري الهوكي الوطني (الإنجليزية)
- بريان ليتل على موقع قاعة مشاهير الهوكي (لاعب أن.إتش.أل) (الإنجليزية)
- بريان ليتل على موقع EliteProspects.com (الإنجليزية)
- بريان ليتل على موقع HockeyDB.com (الإنجليزية)
- بريان ليتل على موقع Hockey-Reference.com (الإنجليزية)